# Lo Hartog Van Banda
Lodewijk "Lo" Hartog Van Banda, född 4 november 1916 i Haag, död 2 februari 2006 där, var en nederländsk serieförfattare och manusförfattare av TV-serier och musikaler.
Van Banda inledde sitt serieskrivande på Marten Toonders studio, där han bland annat skrev manus till Tom Puss, Panda och den egna serien Kung Urban. I samband med att Toonder flyttade till Irland 1965 lämnade också Van Banda studion, och arbetade under två år som copywriter. 1967 återgick han till seriemediet, och kom att samarbeta med  framgångsrika nederländska serietecknare som Dick Matena, Jan Steeman och Thé Tjong-Khing.
I mitten av 1970-talet lämnade Van Banda seriebranschen en andra gång, denna gång för att skriva manus till den nederländska statstelevisionens barnprogram. Senare var han verksam som musikalförfattare. 1975 tilldelades han Nederländernas stora serieskaparpris Stripschapprijs.
Efter René Goscinnys död 1977 återvände Van Banda än en gång till att skriva serier; denna gång för att provskriva Goscinnys serie Asterix, tillsammans med Daan Jippes. Det beslutades dock att författaransvaret på Asterix-serien skulle falla på tecknaren Albert Uderzo, men Van Banda kom likväl att skriva manus till en annan Goscinny-serie, Lucky Luke. Totalt skrev han tre Lucky Luke-album: "Trollkarlen" (Fingers, 1983), "Bröderna Dalton skjuter skarpt" (Nitroglycérine, 1987), och "Spökdiligensen" (Chasse aux fantômes, 1992)